# Puente de Cernavodă

## Descripción
El puente Cernavodă ( en rumano: Podul Cernavodă   ) es un complejo de dos puentes de celosía de ferrocarril y autopista en Rumania, sobre el río Danubio, que conecta las ciudades de Cernavodă y Fetești, entre las regiones de Dobruja y Muntenia.

## Medidas
Inaugurados en 1987, los puentes tienen una longitud total de 2.622.85 m, de los cuales 1640.35 m están sobre el Danubio en Cernavodă, y 982.5m están sobre el brazo de río de Borcea en el Danubio, en Fetești.

## Conexión con autopistas
El puente Cernavodă se empalma con la autopista del Sol A2, en las proximidades del antiguo puente Anghel Saligny. Por el puente ferroviario discurre la línea CFR 800, que conecta a Bucarest con los puertos de Constanza y Mangalia en el Mar Negro.